# هنگامه برچی
هنگامه برچی (زادهٔ ۱۳۵۱ در تهران) خواننده و نوازنده دف اهل ایران و ساکن پاریس است.

## زندگی‌نامه
هنگامه برچی در سال ۱۳۵۱ در تهران متولد شد و در جوانی به فرانسه نقل‌مکان کرد. او فارغ‌التحصیل مدرسه عالی لوور پاریس در رشته مطالعات تاریخ هنر است. قبل از فعالیت در رشته موسیقی، او در زمینه فروش آثار هنری قرن ۱۹–۲۰ فرانسه فعالیت داشت. وی همچنین آثاری دربارهٔ تغییرات اقلیمی، حقوق و آزادی زن‌ها در ایران، دختر آبی و دختران خیابان انقلاب دارد.

## شروع فعالیت هنری
او دف را نزد مجید خلج در پاریس و بیژن کامکار در تهران و همزمان آواز ردیف موسیقی دستگاهی ایران را نزد افسانه رثایی در تهران و حسین عمومی در آمریکا آموخت. و از سال ۲۰۰۹ با نوازندگی دف شروع به فعالیت در موسیقی کرد.

## ترانه‌شناسی

### آلبوم‌ها[۵]
وداع (۲۰۱۷)؛ به مناسبت پنجاهمین سالگرد درگذشت فروغ فرخزاد.
| شماره | نام ترانه     |
| ----- | ------------- |
| ۱     | پرنده مردنی‌ست |
| ۲     | وداع          |
| ۳     | دفتر اندیشه   |
| ۴     | سر برنکردی    |
| ۵     | مناظره        |
| ۶     | عاشقانه       |
| ۷     | ناله عشق      |
| ۸     | شراب و خون    |
| ۹     | ساز و آواز    |

ارس (۲۰۲۱)
| شماره | نام ترانه     |
| ----- | ------------- |
| ۱     | لاچین         |
| ۲     | لبخند         |
| ۳     | سوزاه         |
| ۴     | آیریلیق       |
| ۵     | عاشقانه       |
| ۶     | ای ایشیگیندا  |
| ۷     | شانه          |
| ۸     | مرا ببوس      |
| ۹     | عید آمد       |
| ۱۰    | لی لی         |
| ۱۱    | صد سال        |
| ۱۲    | پرنده مردنی‌ست |
| ۱۳    | گناه          |

### آلبوم کوتاه[۶]
| شماره | نام ترانه     |
| ----- | ------------- |
| ۱     | برگ پاییز     |
| ۲     | دارم سخنی     |
| ۳     | زندگی         |
| ۴     | ساز و آواز    |
| ۵     | با تو نشستن   |
| ۶     | سرزمین آسمانی |

### تک‌آهنگ‌ها[۵]
| شماره | نام ترانه |
| ----- | --------- |
| ۱     | لبخند     |
| ۲     | دختر آبی  |
| ۳     | مرا ببوس  |
| ۴     | اسب چوبی  |
| ۵     | یلدا      |